# Lagrida aenea
Lagrida aenea là một loài bọ cánh cứng trong họ Cerambycidae.